# بيدفورد جيزارد
بيدفورد جيزارد (بالإنجليزية: Bedford Jezzard)‏ مواليد 19 أكتوبر 1927 في كليركينويل، إنجلترا - الوفاة 21 مايو 2005 في هامبشير، إنجلترا، كان لاعب ومدرب كرة قدم إنجليزي كان يلعب كمهاجم. سبق له أن لعب في كأس العالم لكرة القدم مع منتخب بلاده.

## المسيرة الاحترافية

### أندية لعب لها
- نادي واتفورد
- نادي فولهام

## روابط خارجية
- بيدفورد جيزارد على موقع قاعدة بيانات كرة القدم.إي يو (الإنجليزية)
- بيدفورد جيزارد على موقع ناشيونال فوتبول تيمز (الإنجليزية)
- بيدفورد جيزارد على موقع عالم كرة القدم.نت (الإنجليزية)